# Wilhelm Clito
Wilhelm Clito (ur. 25 października 1102, zm. 29 lipca 1128 w Aalst) – hrabia Flandrii, pretendent do tronu Anglii i Normandii, jedyny syn Roberta II Krótkoudego, księcia Normandii i Syblii, córki hrabiego Godfryda z Conversano.
Matka Wilhelma zmarła tuż po jego narodzinach. Jego ojciec utracił księstwo Normandii po bitwie pod Tinchebray w 1106 i resztę życia spędził w niewoli u swojego brata, Henryka I, króla Anglii. W rękach Henryka znalazł się również mały Wilhelm, ale król oddał go na wychowanie Heliaszowi de Saint-Saëns, który poślubił nieślubną córkę księcia Normandii.
W 1112 Henryk zażądał przekazania mu Wilhelma, ale Heliasz z podopiecznym uciekli na dwór hrabiego Flandrii Baldwina VII. Wkrótce niezadowoleni z rządów Henryka normandzcy baronowie zawiązali koalicję przeciw królowi i uznali Wilhelma za prawowitego dziedzica tronów Anglii i Normandii.
Pretensje Wilhelma posłużyły jako hasło do dwóch rebelii. Pierwsza wybuchła w 1112 i trwała do 1120 Zbuntowanych baronów wspierali król Francji Ludwik VI Gruby, hrabia Andegawenii Fulko V i hrabia Baldwin VII. Ostatecznie Baldwin zmarł z ran odniesionych w bitwie, a Ludwik i Fulko dogadali się z Henrykiem, który pokonał wojska francuskie 20 sierpnia 1119 pod Bremule (Wilhelm walczył tam w straży przybocznej Ludwika VI i szczęśliwie uniknął niewoli. Syn Henryka I, Wilhelm Adelin, wysłał mu po bitwie konia, gdyż swojego Wilhelm Clito stracił podczas bitwy). Ludwik uznał Henryka księciem Normandii i przyjął hołd od Wilhelma Adelina, który później poślubił córkę hrabiego Andegawenii. W takiej sytuacji w październiku 1119 Wilhelm Clito spotkał się z Henrykiem I i zaproponował mu zrzeczenie się wszystkich pretensji w zamian za uwolnienie jego ojca i pozwolenie im obu udania się na pielgrzymkę. Henryk nie uwierzył w szczerość obietnic Wilhelma i odmówił.
Sytuacja zmieniła się na korzyść Wilhelma w 1122, kiedy to utonął jedyny syn i dziedzic Henryka, Wilhelm Adelin. Akcje Wilhelma Clito na politycznej scenie wzrosły. Na przełomie 1122 i 1123 poślubił Sybillę, kolejną córkę hrabiego Fulka V i Ermengardy, córki Eliasza I, hrabiego Maine. Do koalicji przyłączył się również Ludwik Gruby. Nowy hrabia Flandrii, Karol I Dobry, nie wykazywał zainteresowania.
Henryk I zadziałał błyskawicznie. Przekonał papieża Honoriusza II do unieważnienia małżeństwa Wilhelma i Sybilli. Zawarł również sojusz z cesarzem rzymskim Henrykiem V, który miał od wschodu zaatakować Ludwika VI. Udało mu się doprowadzić również do utrzymania w neutralności większej części feudałów i łatwo odparł inwazję hrabiego Andegawenii.
Wilhelm Clito i jego stronnicy nie poddali się jednak. W 1125 zmarł cesarz Henryk, a w 1127 hrabia Karol Dobry. Spośród wielu pretendentów do hrabstwa Flandrii, król Ludwik wybrał Wilhelma, który był praprawnukiem po kądzieli hrabiego Baldwina V. Doprowadził również do ślubu świeżo upieczonego hrabiego z Joanną, córką Raniera I, markiza Montferratu i Giseli, córki Wilhelma I, hrabiego Burgundii. 30 marca Wilhelm został uznany przez flandryjskich baronów, zaś do maja poddał swojej władzy większą część swojego hrabstwa.
Wilhelm miał pewne doświadczenie jako wojskowy, ale nie posiadał żadnego jako polityk. A rządzenie ówczesną Flandrią nie było łatwe, zwłaszcza, że rozpoczynał się okres przeobrażeń społecznych, związanych z początkiem rozwoju przemysłu włókienniczego. Wykorzystywał to Henryk I, który umiejętnie wiązał ekonomicznie Flandrię z Anglią i wspomagał niezadowolonych. Również pozostali pretendenci nie dali za wygraną. W 1128 zbuntował się jeden z nich, Thierry Alzacki. W lutym pretendenta poparły miasta Gandawa i Saint-Omer. W marcu przyłączyła się do nich Brugia. W maju Thierry'ego przyjęło miasto Lille. Wilhelm szybko rozpoczął działania przeciw buntownikom, jednak jego władza skurczyła się do terenów w południowej Flandrii. Wilhelm zdecydował się postawić wszystko na jedną kartę i ruszył na Brugię z zamiarem wydania pretendentowi walnej bitwy. Doszło do niej 21 czerwca 1128 pod Axspoele na południe od Brugii. Thierry i wspierające go posiłki francuskie i normandzkie poniosły ciężką klęskę.
12 lipca Wilhelm, razem z Gotfrydem I Brodatym, landgrafem Brabancji, obległ miasto Aalst. Po jego zdobyciu planował atak na Gandawę. Jednak podczas starcia z jakimś piechurem został ciężko ranny. W ranę wdała się gangrena i Wilhelm zmarł 28 lipca 1128 Do końca czuwał przy nim Heliasz z Saint-Saëns. Jego ciało pochowano w opactwie św. Bertina w Saint-Omer. Wilhelm nie pozostawił po sobie potomka. Kolejnym hrabią Flandrii został Thierry Alzacki.
Ojciec Wilhelma, Robert Krótkoudy, zmarł nie odzyskawszy wolności w 1134, jednak od śmierci Wilhelma Clito władza Henryka I nad Normandią była już niezagrożona.